# Mannophryne neblina
Mannophryne neblina – gatunek płaza bezogonowego z rodziny Aromobatidae. Endemit Wenezueli, krytycznie zagrożony wyginięciem.

## Występowanie
Płaz ten zamieszkuje północną Wenezuelę, a dokładniej jedynie okolice Paso Portachuelo w obrębie Parku Narodowego Henri Pittier. Stwierdzenia z Cerro Zapatero w stanie Yaracuy oparte były wyłącznie na fotografiach i wątpliwe, by dotyczyły tego gatunku. 
Zamieszkuje górskie lasy mgliste i wtórne w pobliżu wąskich potoków, na wysokościach 900–1100 m n.p.m. Wydaje się jednak prowadzić bardziej lądowy tryb życia niż inne gatunki z tego rodzaju, gdyż wszystkie osobniki typowe odłowiono w lesie z dala od potoków.

## Rozmnażanie
Jaja są składane na dnie tropikalnego lasu na lądzie, kijanki podróżują do środowiska wodnego na grzbiecie samca.

## Status
W Czerwonej księdze gatunków zagrożonych IUCN płaz ten od 2004 roku klasyfikowany jest jako gatunek krytycznie zagrożony (CR, ang. Critically Endangered).
Choć gatunek występuje w miejscu często badanym przez naukowców, to nie był obserwowany od 1951 roku, co oznacza, że prawdopodobnie doświadczył drastycznego spadku liczebności. Sądzono nawet, że wymarł. Wstępne nowsze dane wskazują, że gatunek przetrwał w miejscu innym niż typowe, ale jest bardzo rzadki. Trend liczebności oceniany jest jako spadkowy. Główną przyczyną niemal całkowitego zniknięcia gatunku była prawdopodobnie grzybicza choroba skóry – chytridiomikoza.